# Кліщинець видовжений
Кліщинець видовжений або арум видовжений (Arum elongatum) — вид трав'янистих водних рослин родини ароїдні (Araceae), поширений у пд.-сх. Європі й західній Азії. Етимологія: лат. elongatus — «витянутий».

## Опис
Багаторічна рослина 30–40 см заввишки. Квітконосне стебло значно коротше черешка. Покривало ланцетне, подовжене, зовні темно-брудно-фіолетове, до 26 см завдовжки. Придаток початка до 10 см завдовжки, у 2–3 рази довше товстої ніжки. Лист із довгастою пластиною 10–20 см завдовжки й бічними лопатями 5–9 см завдовжки. Рослина з неприємним запахом під час цвітіння.

## Поширення
Європа: Греція, Болгарія, Україна, пд.-зх. Росія; Азія: Вірменія, Азербайджан, Грузія, Іран, Ізраїль, Йорданія, Туреччина.
В Україні зростає в лісах, серед чагарників — у Донецькому Лісостепу, на півдні Степу й у Криму. Отруйна. Входить у переліки видів, які перебувають під загрозою зникнення на територіях Донецької, Запорізької, Луганської областей.

## Галерея

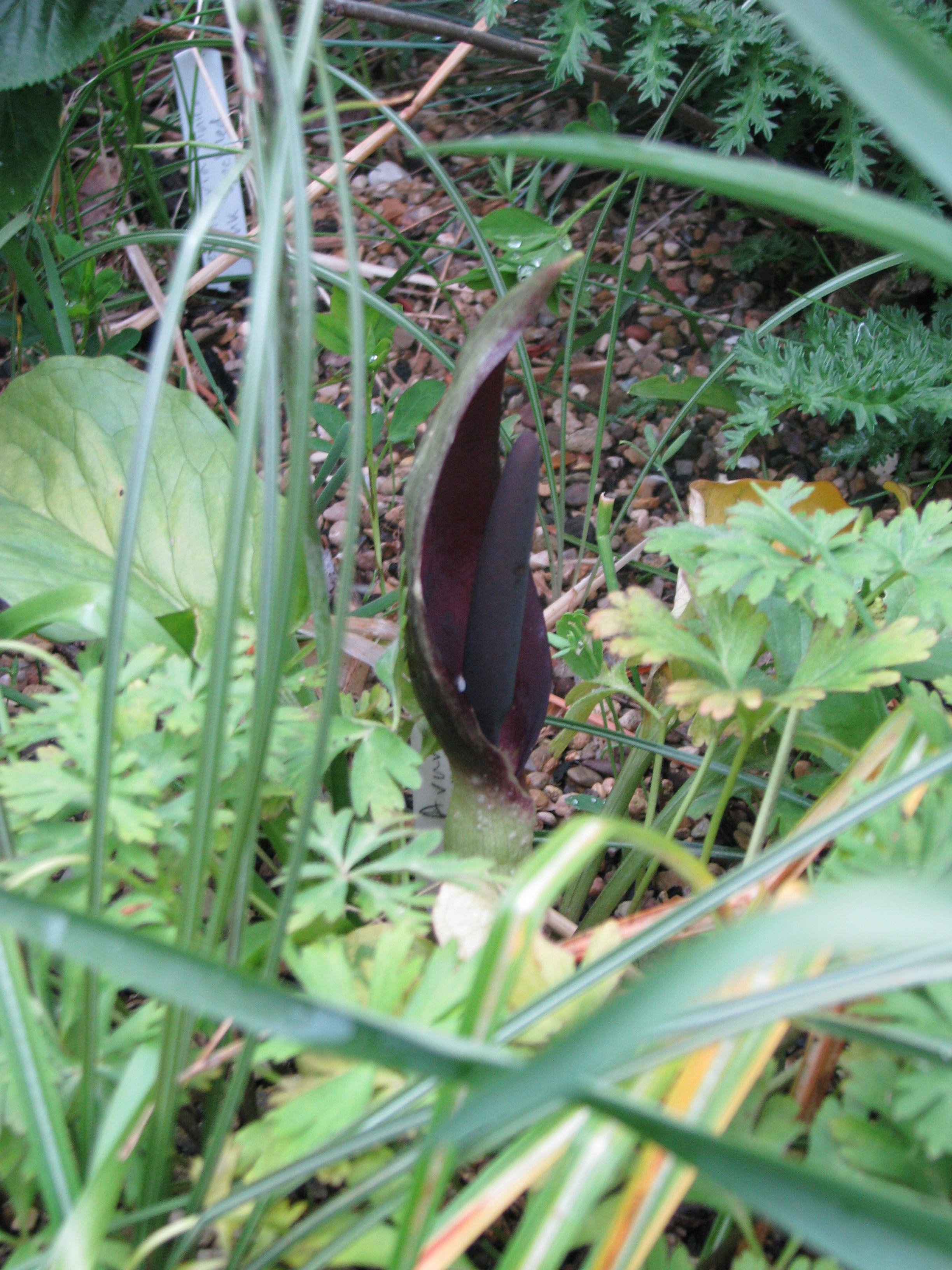